# Violinski koncert (Mendelssohn)
Felix Mendelssohn - Bartholdy: Violinski koncert v e molu, op. 64 (1844)
»Želim ti napisati violinski koncert za naslednjo sezono, v glavi mi zveni e-mol, začetek pa mi ne da miru,«  je pisal Felix Mendelssohn (1809-1847) 30. julija 1838 violinistu Ferdinandu Davidu. David, koncertni mojster orkestra Gewandhaus v Leipzigu, je Mendelssohnu, ki je bil tedaj dirigent tega znamenitega ansambla, obljubil, da bo »koncert tako izvežbal, da se bodo še angelci v nebesih veselili.« Vendar je minilo 6 let, preden je  Mendelssohn dokončal enega najlepših violinskih koncertov, kar jih premore glasbena zakladnica. David je delo prvič izvedel 13. marca 1845 v Leipzigu. Koncert je prav kmalu postal nepogrešljiv sestavni del repertoarja vseh violinistov. 
David je kasneje izjavil: »Mendelssohnovega koncerta še zdaleč ne bi tako pogosto izvajali, ko bi vseboval le eno samo neizvedljivo mesto. Da jih v njem ni, je moja zasluga.« V resnici je skladatelj pri izdelavi solističnega parta tesno sodeloval z violinistom, podobno, kot je Beethovnu pri pisanju koncerta za violino svetoval violinist Franz Clement, Johannesu Brahmsu pa Joseph Joachim. Očitno se je Mendelssohn zavestno odpovedal virtuoznosti zaradi nje same in je hotel z glasbeno govorico pričarati paleto razpoloženj: slutimo otožno lepoto divje narave, romantično zanesenost in življenjski opoj, zadnji stavek pa spominja na lahkotno vrvenje pravljičnih bitij. Delo je bilo v svoji dobi tudi pomembno dejanje s stališča razvoja glasbene oblike. 
Mendelssohn je težave z do tedaj običajnim orkestrskim uvodom razrešil tako, da je po dveh taktih, ki določita osnovno tonaliteto in utrip prvega stavka, prepustil solistu enega najbolj inventivnih in umetelno izdelanih tematskih sklopov v celotni romantični glasbeni literaturi. Prav tako izvirni so dramatični lok solistične kadence, neposredni prehod v drugi stavek, recitativ pred finalnim stavkom, vpletanje nove teme v izpeljavo in reprizo zadnjega stavka ter občutljiva instrumentacija v pihalih. Vendar so bili tudi mojstrski kompozicijski prijemi le sredstvo, s katerim nam je Mendelssohn omogočil, da doživimo vrsto občutij, ki jih lahko pričara le glasba. Romantični navdih njegovega koncerta za violino utripa v posebnem čustvenem prostoru. Določata ga otožno zavedanje minljivosti in otroško zaupljiva vera v odrešilno moč lepote, ki kot nasmeh skozi solze preseva to nesmrtno umetniško delo.